# Asisat Oshoala
Asisat Lamina Oshoala (sinh ngày 9 tháng 10 năm 1994) là nữ cầu thủ bóng đá chuyên nghiệp người Nigeria. Hiện nay, cô đá tiền đạo cho câu lạc bộ FC Barcelona Femení ở giải Primera División. Oshoala là Cầu thủ xuất sắc nhất và Vua phá lưới ở Vòng chung kết U-20 Nữ Thế giới năm 2014.

## Sự nghiệp ở câu lạc bộ
Ngày 23 tháng 5 năm 2015, Oshoala gia nhập Liverpool. HLV Matt Beard nhận định cô là "một trong những nữ cầu thủ trẻ xuất sắc nhất thế giới". Dù có tin đồn rằng nhiều đội bóng khác liên hệ, Oshoala cuối cùng vẫn đến chơi cho Liverpool.
Oshoala nghỉ thi đấu hai tháng ở mùa giải 2015 do chấn thương đầu gối. Cuối mùa, Liverpool chỉ xếp ở vị trí thứ bảy trên tổng tám đội bóng. Tháng Giêng năm 2016, đội nữ Arsenal kích hoạt điều khoản giải phóng hợp đồng để mang Oshoala về thi đấu ở Luân Đôn.
Ngày 10 tháng 2 năm 2017, CLB Trung quốc Đại Liên Quyền Kiện chính thức ký hợp đồng với Oshoala.

## Cấp đội tuyển quốc gia
Dù rất thành công ở vị trí tiền đạo khi chơi cho các đội tuyển trẻ, khi thi đấu cho đội tuyển quốc gia, Oshoala lại nổi bật với vai trò tiền vệ tấn công. Cô được đồng đội gọi bằng biệt danh "Superzee", theo tên của tiền vệ nổi tiếng người Hà Lan Clarence Seedorf.
Ghi 7 bàn thắng ở giải Giải vô địch bóng đá nữ U-20 thế giới 2014, Oshoala đạt cả hai danh hiệu Cầu thủ xuất sắc nhất và Vua phá lưới. Cô cũng là Cầu thủ xuất sắc nhất và ghi bàn nhiều thứ hai tại Giải vô địch bóng đá nữ châu Phi 2014. Năm 2015, BBC bình chọn Oshoala là Nữ cầu thủ của Năm.
Tháng Chín năm 2014, Tổng thống Goodluck Jonathan trao Huân chương Order of the Niger cho Oshoala.

## Cuộc sống cá nhân
Oshoala từng vấp phải sự chống đối của cha mẹ, khi cô bỏ học để theo đuổi sự nghiệp bóng đá.

## Danh hiệu

### Quốc tế
Nigeria
- Vô địch Cúp bóng đá nữ châu Phi (2): 2014, 2016.
- Hạng nhì Giải vô địch bóng đá nữ U-20 thế giới: 2014

### Câu lạc bộ
Rivers Angels
- Vô địch bóng đá Nữ Nigeria (1): 2014
- Cúp quốc gia Nigeria (2): 2013, 2014

Arsenal
- FA Women's Cup (1): 2015–16

Đại Liên Quyền Kiện F. C.
- Vô địch Super League Nữ (1): 2017

### Giải thưởng cá nhân
- Aiteo - Nữ cầu thủ xuất sắc nhất Châu Phi 2017
- BBC - Nữ cầu thủ của năm: 2015[17]
- Nữ hoàng Sân Cỏ 2014[18]
- Nữ cầu thủ Châu Phi của Năm: 2014,[19] 2016,[20] 2017[21]
- Quả bóng vàng Cúp bóng đá nữ châu Phi 2014[22]
- Chiếc giầy vàng Giải vô địch bóng đá nữ U-20 thế giới 2014
- Quả bóng vàng Giải vô địch bóng đá nữ U-20 thế giới 2014
- Vua phá lưới Giải Super League Nữ Trung Quốc: 2017